# Бобруйка
Бобруйка (біл. Бабруйка) — річка в Бобруйському районі Могильовській області Білорусі, права притока Березини (басейн Дніпра).
Довжина річки 14,5 км. Площа водозбору 88 км². Середній нахил водної поверхні 1,2 ‰. Починається за 1 км на південь від села Кам'янка. Тече по Центральноберезинській рівнині. На всьому протязі каналізована. Зліва в Бобруйку впадає Сеньків струмок. На річці місто Бобруйськ (у гирлі).